# زن ماركت
زن ماركت هي شركة تجارة إلكترونية يابانية تأسست في عام 2014 ويقع مقرها الرئيسي في مدينة أوساكا باليابان. تقدم الشركة خدمة شراء المنتجات اليابانية وإرسالها إلى خارج اليابان (وسيط شراء متاجر يابانية أونلاين)، زن ماركت تتيح للمستخدمين من مختلف البلدان حول العالم تقديم عروض أسعار على منصات الإنترنت اليابانية المحلية مثل مزاد ياهو! ومنتجات المتاجر الإلكترونية المحلية في اليابان مثل: أمازون اليابان، راكوتن، ياهو! للتسوق، وغيرها مقابل رسوم خدمة ثابتة تبلغ 300 ين ياباني لكل منتج أو مزاد. تمتلك زن ماركت أيضًا خدمة اشتراك بالباقات اليابانية والتي تدعى زن بوب ومول تجاري إلكتروني خاص بها يدعى زن بلس. غير اسم الشركة لاحقاً في ديسمبر 2022 إلى مجموعة زن كو.

## تاريخ الشركة
تأسست زن ماركت في أبريل 2014 تحت اسم زن ماركت جي كي بواسطة ثلاثة طلاب أوكرانيين وآخر روسي، وتم تغيير علامتها التجارية إلى زن ماركت في أكتوبر 2017. في عام 2016، أعلنت زن ماركت عن إطلاق سوق زن بلس، وهو عبارة عن منصة للتجارة الإلكترونية حيث يمكن للشركات والمتاجر اليابانية عرض منتجاتها المحلية للبيع في الخارج. استضافت زن بلس ثلاث عمليات شراء لبطاقات بوكيمون بيكاتشو، بيعت البطاقات مقابل 25 مليون ين في يونيو 2020، و22 مليون ين في أغسطس 2020، و38 مليون ين في فبراير 2021. في عام 2017، وصلت مبيعات الشراكة إلى 2.2 مليار ين، وصعد الرقم إلى 3.1 مليار ين في عام 2018. في عام 2019 ، وصل عدد المستخدمين المسجلين على موقع زن ماركت إلى 547,835 مستخدمًا.
احتلت شركة زن ماركت المرتبة 208 في تصنيف فايننشال تايمز: شركات آسيا والمحيط الهادئ عالية النمو في مارس 2021.  اعتبارًا من أبريل 2021، تجاوز عدد المستخدمين على الموقع مليون مستخدم، ووصل سجل الشحن إلى 150 دولة حول العالم.

## روابط خارجية
- الموقع الرسمي